# Барышев, Николай Андреевич

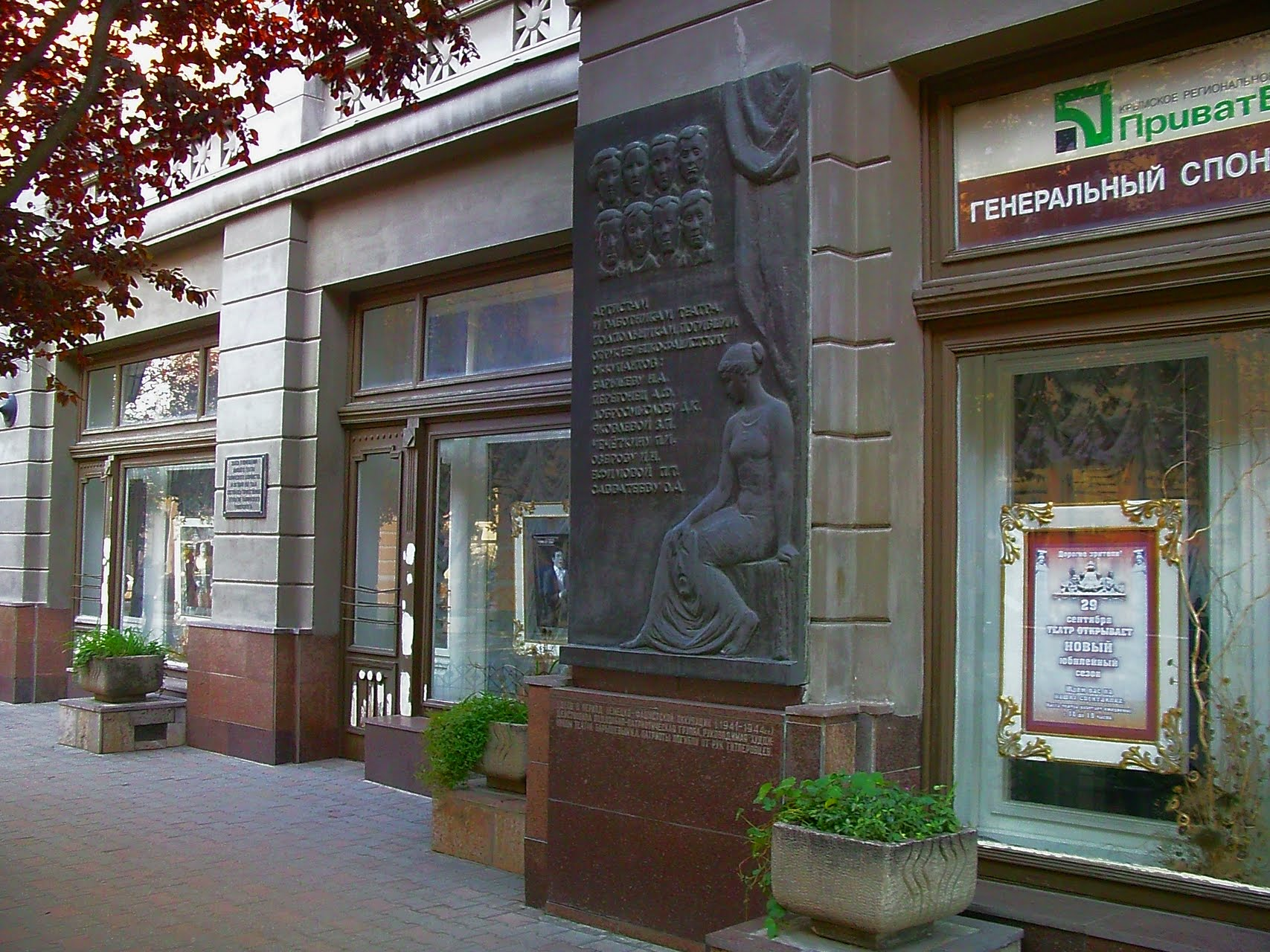
Мемориальная доска на здании театра

Никола́й Андре́евич Барышев (27 января [9 февраля] 1907, Казань — 10 апреля 1944, Красный, Крымская АССР) — советский художник театра и сценограф

, руководитель подпольной группы по кличке «Сокол». Заслуженный деятель искусств Крымской АССР. Заслуженный деятель искусств РСФСР (1940).

## Биография
Родился в 1907 году в Казани.
Школьные годы Барышева прошли в Бугульме (ныне Татарстан). В школе увлёкся театром, играл в драмкружке, любил героико-романтическую роль Овода, которая соответствовала его собственному мировоззрению. Уже тогда определилось его настоящее призвание — не актёрское поприще, а сценография: ещё в драмкружке создавал художественное оформление спектаклей.
В 1926 году Николай поступил на художественно-декоративное отделение Казанского техникума искусств.
В 1930 году он стал работать в Крымском драмтеатре, сначала художником-постановщиком, а с 1935 года — главным художником.
У Николая Барышева присутствовали качества лидера, к его мнению прислушивались. Он был избран председателем профсоюзного комитета, а в театральный сезон 1938—1939 годов — вступил в ряды ВКП(б)/КПСС.
С началом Великой Отечественной войны и оккупацией Крыма начался массовый угон молодежи в Германию. Николай Андреевич предложил создать театральную студию, чтобы спасти хотя бы часть молодых крымчан. Так приняли 50 человек. Летом 1942 года театр начал работать. Играли русскую классику, музыкальные спектакли, оперетты. Затем в театре сложилась подпольная группа.
К концу 1942 года подпольной группе театра во главе с Н. А. Барышевым и А. Ф. Перегонец удалось установить связь с партизанским движением. Они снабжали народных мстителей медикаментами, теплыми вещами, собирали и разведданные.
В начале марта 1944 года в Симферополе начались повальные аресты. 13 марта руководство подполья через подпольщика В. Михайлова приказало группе Барышева уходить к партизанам. Барышев отказался. 19 марта гестаповцы его арестовали. 10 апреля 1944 года, за три дня до освобождения Симферополя, всех схваченных подпольщиков расстреляли.
Из воспоминаний очевидца: «На раскопках этой братской могилы присутствовали сотни людей. Раскапывали пленные немцы. Слой за слоем. Укладывали на поле. Кого опознавали — увозили хоронить. Опознали и всех работников театра. Добросмыслов был очень худой, изможденный, в нижней сорочке, Александра Федоровна — в желтой кофточке и коричневой юбке, обувь снята. Все были расстреляны в затылок, только одному Добросмыслову, который, видно, обернулся и крикнул что-то в лицо врагам, пуля вошла спереди и раздробила челюсть, а Барышев в последний момент смог выдернуть руки из проволоки и обнял Савватеева, так они вместе и лежали».
Похоронен первоначально с другими актёрами в 1944 году в сквере Победы, позднее все перезахоронены на Старорусском кладбище Симферополя. Братская могила членов подпольной группы «Сокол» ныне  Объект культурного наследия народов РФ регионального значения. Рег. № 911710884050005 (ЕГРОКН).

## Творчество
В Крымском драматическом театре оформил спектакли: «Укрощение строптивой» У. Шекспира (1935), «Коварство и любовь» Ф. Шиллера, «Как закалялась сталь» по роману Н. А. Островского (1938), «Человек с ружьём» (1939), «Кремлёвские куранты» (1940) Н. Ф. Погодина и другие.

## Память
- В родном театре им. М. Горького идёт спектакль «Они были актёрами», посвященный театральным подпольщикам.
- На здании театра находится мемориальная доска, на которой сказано:

«Артистам и работникам театра, погибшим от рук немецко-фашистских оккупантов: Барышеву Н. А., Перегонец А. Ф., Добросмыслову Д. К., Яковлевой З. П., Чечеткину П. И., Озерову И. Н., Ефимовой П. Т., Савватееву О. А.»

- В 1981 году на киностудии «Мосфильм» режиссёром Георгием Натансоном снят фильм «Они были актёрами»[6][7][8]. Роль Николая Барышева исполнил Александр Фатюшин.